# Page McConnell
Page Samuel McConnell, född 17 maj 1963 i Philadelphia, Pennsylvania, är en amerikansk pianist, organist och keyboardspelare. Han är mest känd för sitt deltagande i rockbandet Phish. 
Utöver Phish har McConnel bland annat spelat i trion Vida Blue, som han bildade 2001 tillsammans med Oteil Burbridge och Russell Batiste. Under 2001 arbetade han även med Tenacious D på deras debutalbum. Under hösten samma år var han med bandet på scen vid deras konsert i Winooski, Vermont. McConnells första, självbetitlade soloalbum gavs ut 2007.

## Diskografi
- 2007 – Page McConnell